# Natália Manfrin
 Natália Lane Sena Manfrin (Montenegro, 12 de julho de 1987 — Itapecerica da Serra, 11 de agosto de 2006) foi uma ex-voleibolista indoor brasileira, atuante na posição de Ponta, que pelas categorias de base da Seleção Brasileira conquistou a medalha de ouro no Campeonato Sul-Americano Infanto-Juvenil de 2002 na Venezuela e foi medalhista de bronze no Campeonato Mundial Infanto-Juvenil de 2003 na Polônia. Conquistou o título do Campeonato Sul-Americano Juvenil de 2004 na Bolívia e foi também medalhista de ouro no Campeonato Mundial Juvenil na Turquia em 2005.Pela Seleção Brasileira de Novas conquistou o bronze na Copa Pan-Americana de 2005 na República Dominicana.Em clubes conquistou o título do extinto Torneio Salonpas Cup de 2005 no Brasil.

## Carreira
Desde os 14 anos de idade  Natália estava  nas categorias de base do BCN/Osasco, filha de Márcio Manfrin, ex-voleibolista da Pirelli e da Seleção Brasileira nos anos 80,  mais tarde colocador de um dos núcleos de formação deste clube e da ex-voleibolista Verônica Manfrin, também atuou na Pirelli.
Foi convocada pela primeira vez para Seleção Brasileira  em 2002, quando a representou no Campeonato Sul-Americano Infanto-Juvenil  em Barquisimeto-Venezuela e conquistou a medalha de ouro e a qualificação do país ao Campeonato Mundial da categoria do ano seguinte.
No ano seguinte disputou o referido Campeonato Mundial em  Pila-Polônia, quando vestiu a camisa#7 da Seleção Brasileira e conquistou a medalha de bronze nesta edição, individualmente figurou nas estatísticas na septuagésima terceira posição entre as maiores pontuadoras, quinquagésima sexta entre as melhores bloqueadoras e também apareceu na quinquagésima quarta colocação entre as melhores defensoras.
No ano de 2004 foi convocada para Seleção Brasileira, e disputou o Campeonato Sul-Americano Juvenil  de La Paz-Bolívia e conquistou o título e a qualificação.Por empréstimo, aos 17 anos, foi contratada pelo São Caetano/Detur  para temporada 2004-05, terminando na sétima posição na Superliga Brasileira A correspondente quando contribuiu com 3 pontos (1 de ataque e 2 de saques) .
Em 2005, vestindo a camisa#7 representou a Seleção Brasileira no Campeonato Mundial Juvenil realizado nas cidades turcas de Ankara e Istambul , quando conquistou seu primeira medalha de ouro em mundiais>, mesmo não sendo titular, ainda figurou na septuagésima sexta posição entre as maiores pontuadoras,também na septuagésima terceira posição entre as melhores defensoras e ainda foi a quinquagésima segunda entres as atletas com melhor saque.
Ainda em 2005 foi convocada para Seleção Brasileira de Novas para disputar a Copa Pan-Americana realizada em Santo Domingo-República Dominicana  e conquistou a medalha de bronze.
Retornou na jornada seguinte ao Finasa/Osasco,reforçando-o nas disputas de 2005-06,também atuou na categoria juvenil por este clube na conquista do Campeonato Paulista Juvenil de 2005.
Pelo Finasa/Osasco, categoria adulto, sagrou-se campeã  invicta do Campeonato Paulista de 2005, além dos títulos do Torneio Internacional Salonpas Cup, a Copa São Paulo e os Jogos Regionais de Praia Grande.Disputou por esse clube a Superliga Brasileira A sagrando-se vice-campeã  desta edição.
Renovou com o Finasa/Osasco para a temporada 2006-07 e atuando nesta equipe conquistou o título  dos Jogos Regionais de Caieiras, mesmo resultado obtido na Copa São Paulo de 2006.
Na madrugada de sexta-feira do dia 11 de agosto de 2006, Natália foi vítima de acidente automobilístico na rodovia Régis Bittencourt que culminou com seu falecimento. O acidente ocorreu no quilômetro 311, precisamente entre as cidades de São Lourenço da Serra e Itapecerica da Serra. Outra vítima fatal foi o goleiro Werverson, e foram hospitalizadas seriamente a voleibolista Clarice Peixoto e com apenas escoriações a também jogadora Paula Carbonari, além do também goleiro Bruno Landgraf que dirigia o veículo, que descontrolou-se e capotou várias vezes na pista. Ela foi sepultada em São Caetano do Sul, onde residia seus pais.

## Títulos e Resultados
- Superliga Brasileira A: 2º lugar (2005-06)[14] e  7º lugar (2004-05)[3]
- Campeonato Paulista:1º lugar (2005)[21]
- Campeonato Paulista Juvenil:1º lugar (2005) [20]
- Jogos Regionais :1º lugar (2005[23] e 2006[26])
- Copa São Paulo: 1º lugar (2005[23] e 2006[27])